# Eucyrta
Eucyrta este un gen de insecte lepidoptere din familia Arctiidae.

Cladograma conform Catalogue of Life:
| Eucyrta | \| \| Eucyrta albicollis \| \| \| \| \| \| Eucyrta venusta \| \| \| \| |
|         | \| \| Eucyrta albicollis \| \| \| \| \| \| Eucyrta venusta \| \| \| \| |
|         | Eucyrta albicollis                                                     |
|         |                                                                        |
|         | Eucyrta venusta                                                        |
|         |                                                                        |